# Pont del Petroli
El Pont del Petroli és un pantalà de la ciutat de Badalona, construït per a la descàrrega de productes petrolífers des dels vaixells cisterna i, des del 2009, remodelat com a espai d'ús ciutadà i científic. Està situat en la platja del Pont del Petroli, davant el passeig Marítim del barri del Progrés, i s'endinsa en el mar uns 250 m amb una alçada de 6 m.

## Estructura
El Pont del Petroli és una estructura de formigó que consta d'un pont d'accés de 235 m acabat en una plataforma de descàrrega de 100 m² i suportada per uns pilons metàl·lics. El pont està format per dues bigues de formigó en forma de T i unides entre si. Les bigues són sobre uns carregadors transversals de formigó suportats pels pilons. Els capçals carregadors transversals tenen una amplada de 3,20 m, més gran que les bigues perquè suportaven també les canonades dels hidrocarburs que arribaven fins a la refineria.

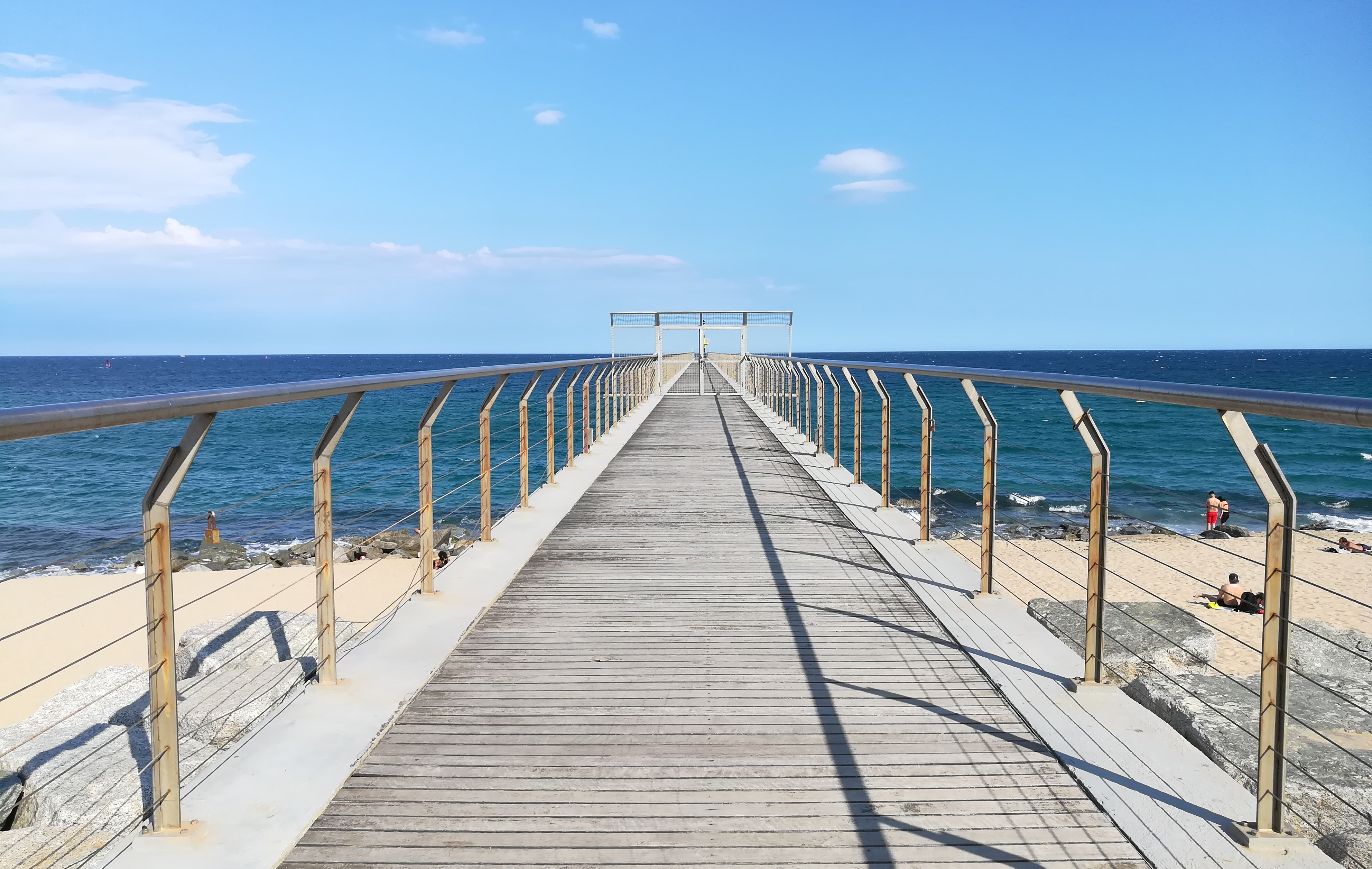
Passarel·la del pont

El pont està suportat per 16 grups de pilons separats cada 15 m. Els grups són dobles excepte dos formats per quatre pilons. Tres dels grups de pilons són a la sorra de la platja i la resta dins de l'aigua clavats 6 m en el fons marí de sorra. La plataforma té 20 pilons més amb una batimetria màxima de 12 m. Tots els pilons tenen un diàmetre de 392 mm i un gruix de 12 mm.

## Història

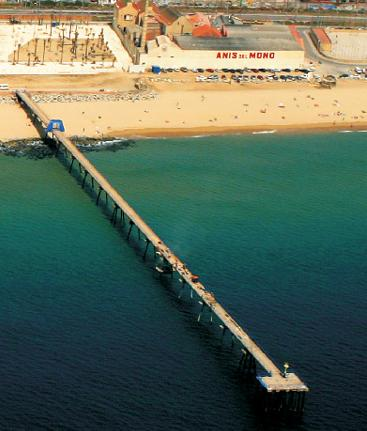
Vista aèria del Pont del Petroli abans de la seva reforma, anterior al 2009

El primer pont del petroli de Badalona va ser construït l'any 1879 per la companyia Suari i Canals, amb l'objectiu de descarregar el petroli dels vaixells. El que va conviure al costat del pont que coneixem ara mateix va ser el segon i ja era de formigó i posteriorment va ser enderrocat.
El Pont del Petroli va ser construït el 1965 per l'empresa CAMPSA i va ser utilitzat com a pantalà de descàrrega fins al 1990 i era de fusta. L'any 1982 va ser l'objectiu d'un atemptat reivindicat per ETA, que va enfosar la boia de descàrrega que permetia connectar els vaixells que arribaven fins al pantalà amb els tubs que anaven fins a la platja.
El 1986 la CAMPSA va anunciar que abans de cinc anys desmantelaria els pantalans de la platja degut al poc ús que se'n feia. Finalment només va ser desmuntada la més petita de les dues.
En ser abandonada la seva funció industrial, es va convertir en la principal zona de submarinisme de Badalona, sense necessitat d'embarcacions ni instal·lacions. En els pilons s'havia format un ecosistema submarí amb organismes del fons marí, altres adherits a l'estructura dels pilons i peixos nedadors que hi cercaven refugi.
L'any 2001 es va anunciar la intenció de desmuntar el pantalà, però un col·lectiu de submarinistes, fotògrafs i altres amics del Pont del Petroli, encapçalats per Josep Valls, es van mobilitzar per defensar la conservació d'aquesta estructura representativa de la zona. Josep Valls va ser escollit Badaloní de l'any el 2011 per aquesta tasca, i l'Ajuntament el va homenatjar el 2013 amb una placa a l'entrada del pantalà. Al final del pont hi ha una altra placa, amb un poema que va ser escrit per en Jordi Sarsanedas després d'una visita al pont del Petroli el 4 d'abril de 2006.

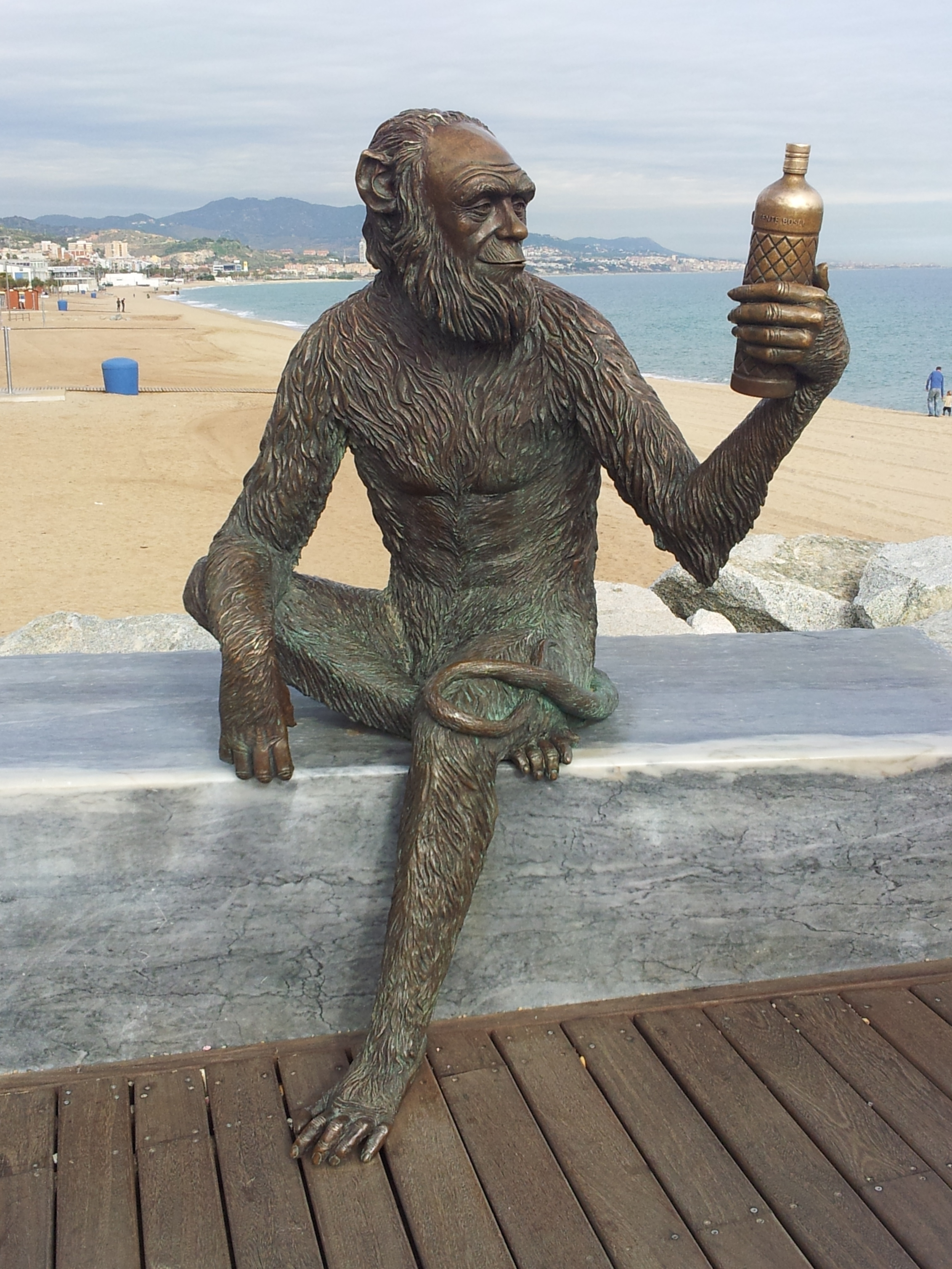
Estàtua dedicada a l'Anís del Mono.

L'any 2003 va passar a ser de propietat de l'Ajuntament de Badalona i, després de diferents etapes de restauració, es va obrir al públic el 13 de juny de 2009, habilitat com a passeig que duu mar endins com a mirador inèdit de la ciutat. Tres anys més tard es va integrar amb la resta del passeig marítim. A la plataforma d'entrada del pont, molt propera a la fàbrica de l'Anís del Mono, es va inaugurar una escultura de Susana Ruiz dedicada a la històrica fàbrica.
El temporal de començaments de 2017 que va afectar el litoral badaloní, amb onades de fins a vuit metres, va destruir bona part de les bigues de fusta que suportaven el paviment, va deixar molt malmesa la barana d'acer inoxidable, i va provocar un moviment centimètric lateral i longitudinal d'algunes de les peces. No en van semblar afectats els pilons ni la resta d'elements del pont. La reparació va finalitzar en el mes d'octubre del mateix any, amb una inversió total de 216.280 euros, que va incloure millores en la il·luminació, seguretat i accessibilitat del pont.

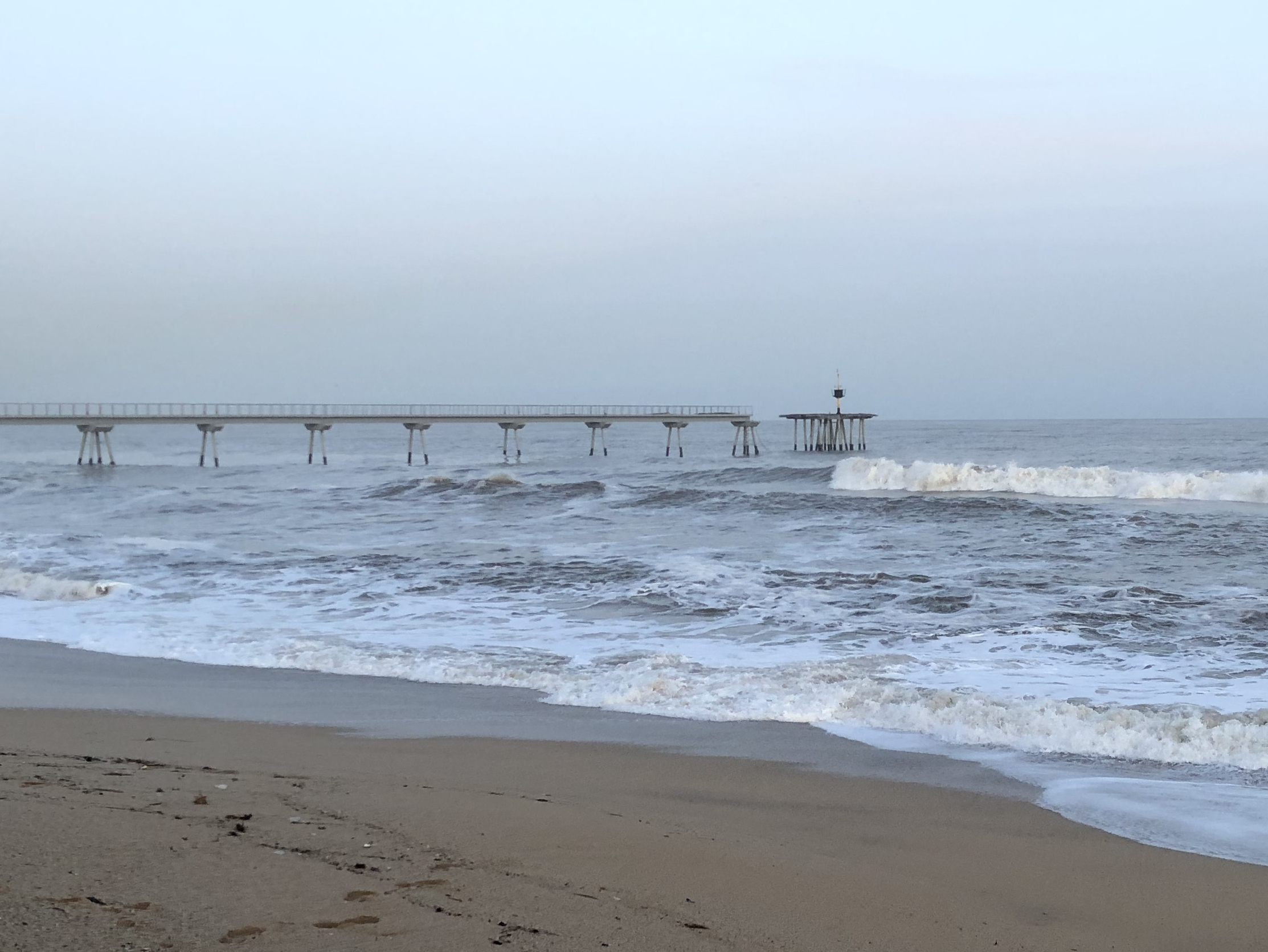
El pont destrossat després del temporal Gloria l'any 2020

En el mes de gener de 2020 el temporal Gloria va fer desaparèixer el tram final de la passarel·la, el que l'unia a la plataforma. Aproximadament un tros de 15 metres va caure al mar a causa dels forts cops de mar, que més tard va aparèixer a la platja fragmentat.

## Plataforma científica
La seva singularitat, accessibilitat i proximitat al nucli urbà, l'han convertit en un lloc idoni per funcionar com a estació meteorològica i oceanogràfica gestionada per la Universitat Politècnica de Catalunya.
Els instruments enregistren dades marítimes i biològiques per a investigació i per a ús social. Com a estació meteorològica disposa d'instruments per mesurar el vent, pluges, pressió atmosfèrica, radiació solar, temperatura i humitat. Com a estació oceanogràfica submergida registra dades sobre l'estat de la mar (corrents i onades) i de la qualitat de l'aigua (temperatura, salinitat). Un portal web facilita les dades en temps real.
Les dades registrades per aquesta estació, una de les quinze de la xarxa de vigilància Silmar, indiquen que la qualitat de la biodiversitat i l'estat del fons s'ha deteriorat, i obté una pitjor nota que en anys anteriors. Actualment aquesta zona és considerada sobreexplotada per les activitats aquàtiques als estius, amb dades preocupants per les moltes deixalles, brutícia i la presència d'espècies invasores detectades.